# Wilhelm Griesinger

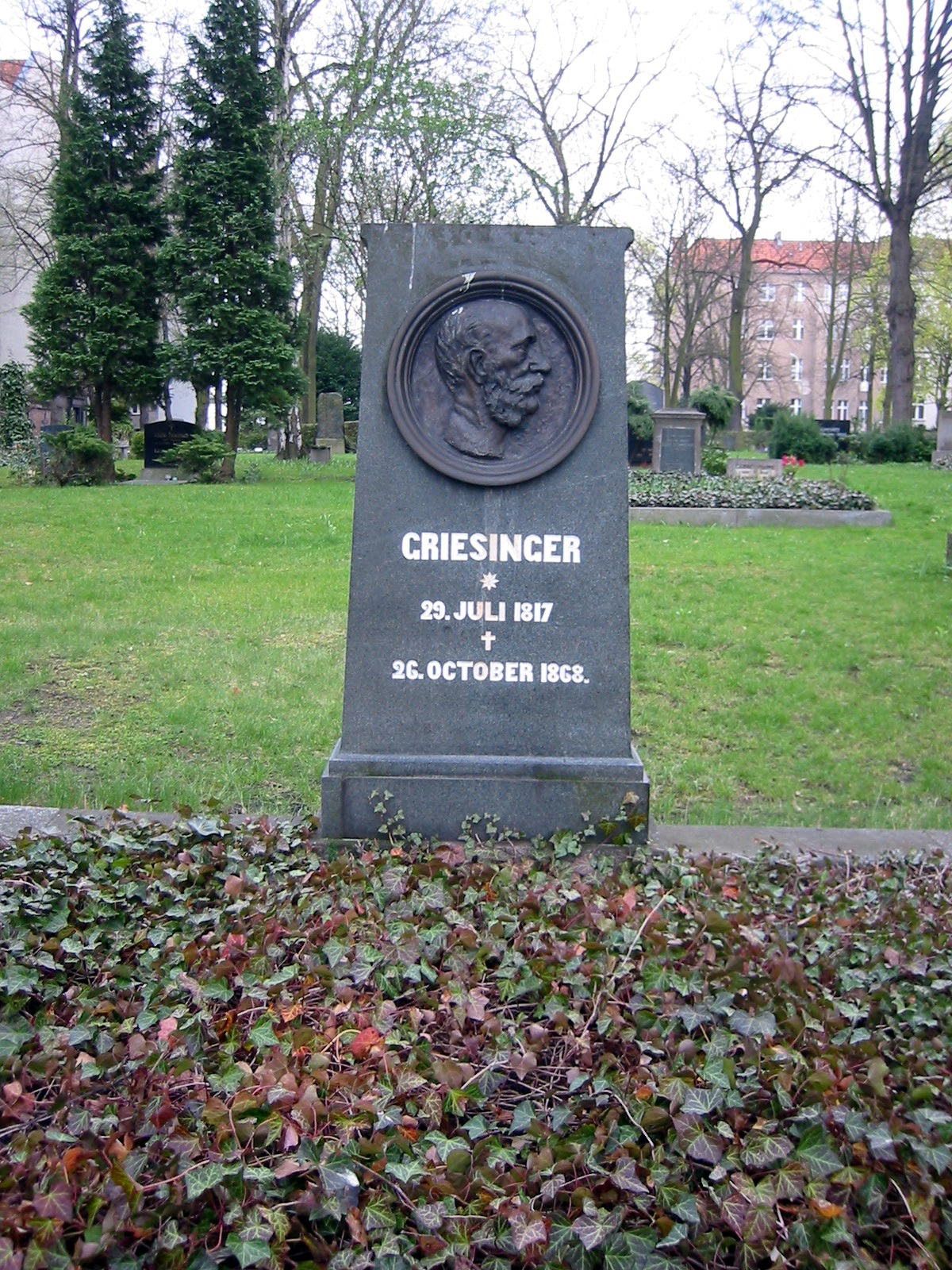
Griesingerův hrob v Berlíně

Wilhelm Griesinger (29. července 1817 Stuttgart – 26. října 1868 Berlín) byl německý psychiatr a internista, jeden ze zakladatelů vědecké psychiatrie.
Začal studoval na Univerzitě v Tübingenu, avšak po konfliktech s profesory byl vyloučen a vzdělání dokončil u Johanna Lukase Schönleina na Curyšské univerzitě. Roku 1838 se do Tübingenu vrátil, získal doktorát a pracoval na univerzitní klinice. Počátkem padesátých letech 19. století žil v Egyptě, kde byl lékařem Abbáse I. Egyptského a studoval tropické choroby. V roce 1854 získal profesuru. Od roku 1860 žil v Curychu, kde stál u zrodu psychiatrické léčebny Burghölzli. Od roku 1864 působil v berlínské nemocnici Charité, roku 1868 založil odborný časopis Archiv für Psychiatrie und Nervenkrankheiten a byl prvním předsedou učené společnosti Berliner Gesellschaft für Psychiatrie und Neurologie.
Odmítal romantickou medicínu, navazoval na teorie Alberta Zellera o „jednotné psychóze“ a hledal příčiny duševních chorob v poruchách mozku. Usiloval o lepší zacházení s chovanci psychiatrických léčeben a o jejich integraci do společnosti.
V Berlíně je po něm pojmenována nemocnice Wilhelm-Griesinger-Krankenhaus.